# Бред Олесон
Бред Олесон (енгл. Bradley Scott Oleson Lashinski; Фербанкс, Аљаска, 11. април 1983) је америчкo-шпански кошаркаш. Игра на позицијама плејмејкера и бека.

## Успеси

### Клупски
- Саски Басконија:
  - Првенство Шпаније (1): 2009/10.
- Барселона:
  - Првенство Шпаније (1): 2013/14.
  - Куп Шпаније (1): 2013.
  - Суперкуп Шпаније (1): 2015.